# Stiphrolamyra annae
Stiphrolamyra annae là một loài ruồi trong họ Asilidae. Stiphrolamyra annae được Londt miêu tả năm 1983. Loài này phân bố ở vùng nhiệt đới châu Phi.